# Chiesa di Santa Maria delle Vergini (Macerata)
La chiesa di Santa Maria delle Vergini è un santuario mariano sito al di fuori della mura di Macerata. 
Edificato a partire dal 1550 e decorato nei decenni successivi, rappresenta uno dei casi più interessanti nelle Marche di cantieri artistici sacri tra XVI e XVII secolo.

## Storia

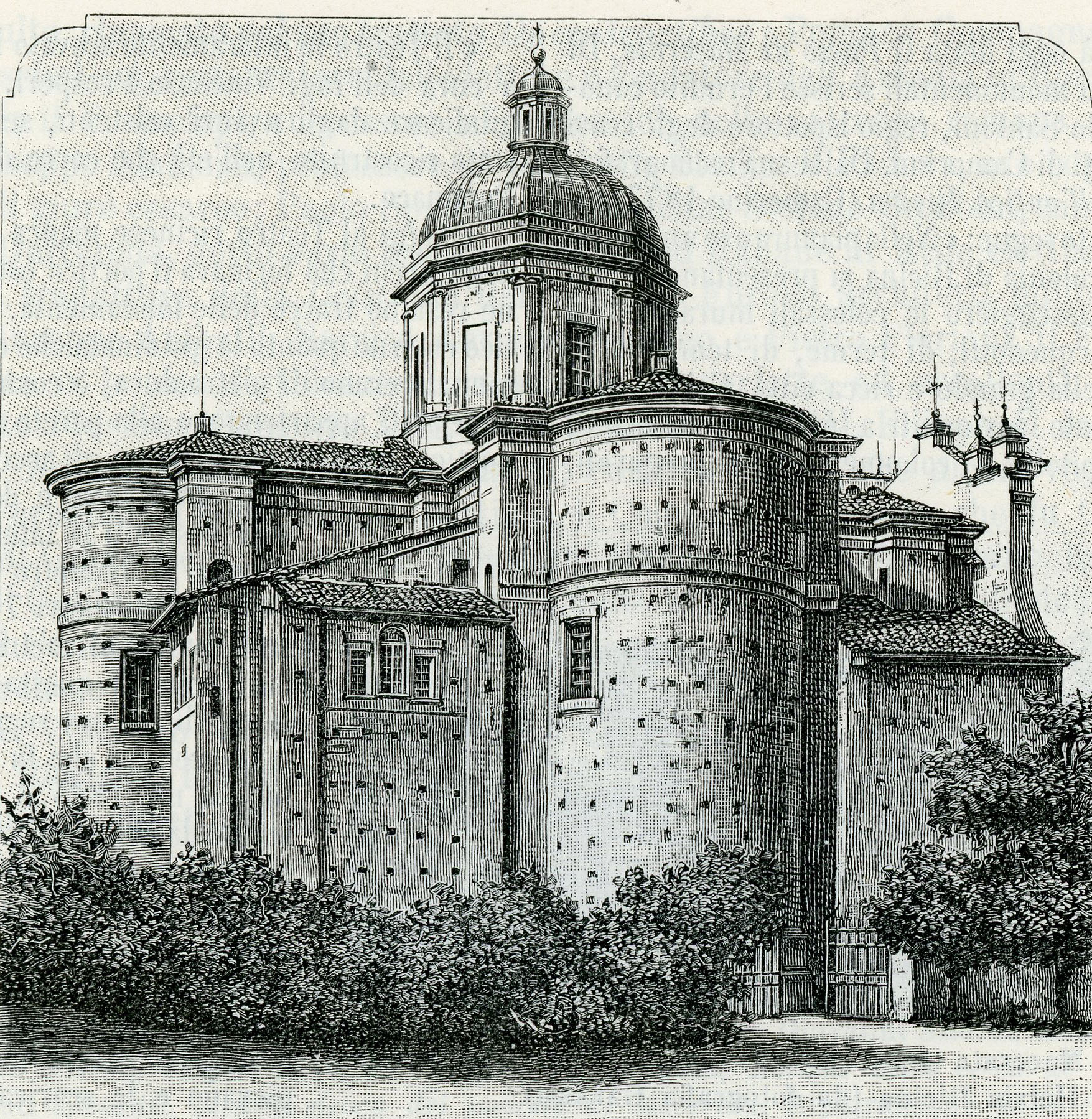
Il Santuario in una stampa del 1898.

La denominazione si deve alla Compagnia dei Vergini, una confraternita religiosa composta da giovani non sposati di entrambi i sessi, cui la chiesa fu affidata già durante i lavori di edificazione. Con il tempo, la compagnia divenne esclusivamente femminile, modificando la denominazione dell'edificio.
Fin dal 1355 è attestata l'esistenza di una cappella dedicata a Santa Maria "de virginibus", cioè protettrice di una confraternita di vergini. Nel 1510 l'edificio risultava fatiscente e fu perciò concesso in uso agli agostiniani della vicina chiesa di Santa Maria della Fonte, che nel 1547 decisero però di demolirlo per poterne sfruttare il materiale in altre costruzioni.
Secondo le fonti, una serie di miracoli si verificò intorno ad un'immagine sacra collocata nella cappella, identificabile con un affresco raffigurante la Madonna della Misericordia di Lorenzo de Carris detto Giuda, oggi conservato nella Capella dei Vergini all'interno del santuario. Il 10 aprile 1548 la Madonna sarebbe apparsa a una ragazzina di nome Bernardina di Bonino, affidandole un messaggio per i maceratesi i quali, per poter placare l'ira divina, causata dai troppi scandali che si commettevano in città, in un giorno di sabato avrebbero dovuto pentirsi, digiunare, pregare e organizzare una processione di vergini. Questo e altri prodigi avrebbero convinto i frati agostiniani a non procedere con lo smantellamento della cappellina.
La comunità maceratese, colta da un rinnovato fervore religioso, decise di costruire un grandioso santuario per sostituire la cappellina e conservare l'affresco con la Madonna della Misericordia. La prima pietra fu posta il 21 settembre 1550. Nel 1553 furono realizzati i muri e nel 1561 furono completati i pilastri, su cui si iniziò a costruire la cupola, ultimata nel 1566. La consacrazione ebbe luogo nel 1577, alla presenza del vescovo di Macerata e Recanati Galeazzo Morone.
Precedentemente affidato ai padri della Compagnia di Gesù, giunti a Macerata nel 1562, nel 1566 il santuario fu assegnato ai padri carmelitani della Congregazione di Mantova. Il progetto si deve a Galasso Alghisi da Carpi, architetto attivo a Roma durante il pontificato di Paolo III e lungamente operoso alle dipendenze della famiglia Pio, convocato nella Marche nel 1550 come responsabile per cinque anni del cantiere della basilica della Santa Casa di Loreto. Il santuario rappresenta infatti, dal punto di vista decorativo, il più importante riflesso di quello di Loreto e quindi strumento utile alla ricostruzione della sua decorazione perduta.
Nel 1605 l'affresco della Madonna della Misericordia, rimasto fino ad allora nell'edicola originaria all'interno del cantiere, fu spostato nell'abside orientale e il tabernacolo venne poi demolito.

## Descrizione

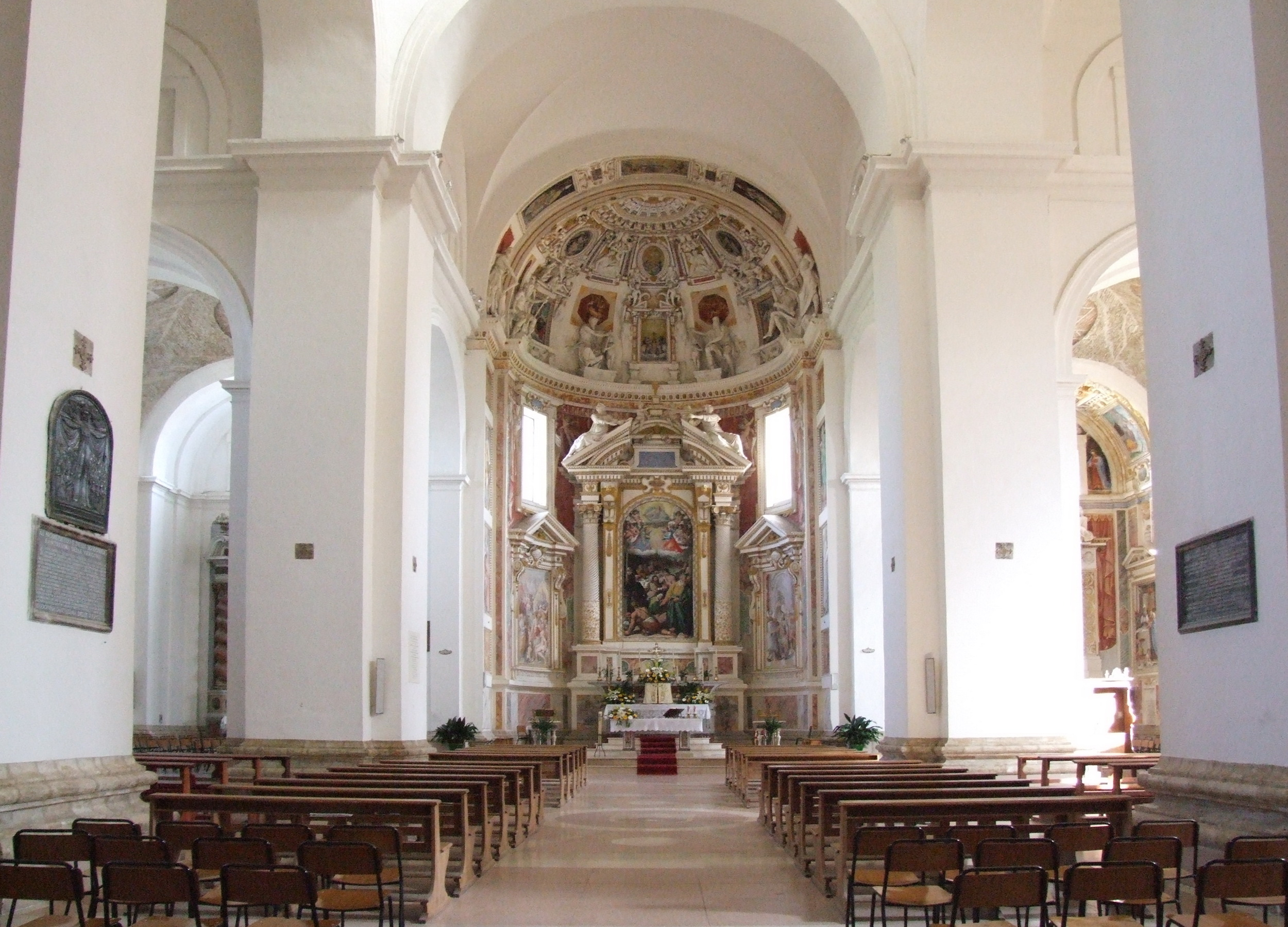
Macerata, Santa Maria delle Vergini, interno.

Il Santuario, dopo quello di Loreto il più importante cantiere architettonico e decorativo nelle Marche tra XVI e XVII secolo, è un maestoso edificio a croce greca, che all'esterno presenta una facciata sviluppata su due registri orizzontali, che però non corrisponde allo spazio interno, perché completata solo nel 1587.
All'interno la croce greca è sormontata da una cupola ottagonale eretta su un tamburo, sostenuto da quattro imponenti pilastri a base quadrangolare; i bracci della croce greca si concludono in absidi semicircolari, ognuna con due cappelle a "scarsella" voltate a crociera.
Le navate della chiesa, spoglie di decorazione come le volte, contrastano con le cappelle, riccamente decorate soprattutto tra la fine del Cinquecento e la prima metà del Seicento, fino al Settecento, con cicli iconografici dedicati a Maria e correlati tra loro.
Le cappelle sono le seguenti:
- Cappella del battistero;
- Cappella Mozzi, la prima ad essere stata realizzata, tra 1574 e 1577, per volontà di Alessandro Mozzi, figlio del mercante bergamaco Bartolotto, trasferitosi a Macerata all'inizio del secolo, che però morì nel 1574 prima di dare seguito alle sue intenzioni. La nuova esecutrice, la madre Margherita Marchetti affidò la decorazione a Gaspare Gasparrini, che dipinse la tela con l'Assunzione, purtroppo pervenuta a noi non in buone condizioni, gli affreschi laterali con la Nascita della Vergine e la Presentazione di Maria al Tempio, e si occupò anche della decorazione in stucco, oggi parzialmente conservati.
- Cappella di San Filippo;
- Cappella Albani, di patronato del cardinale bergamasco Gian Girolamo Albani, già governatore della Marca tra 1569 e 1571. La cappella fu allestita tra 1579 e 1581 ed affidata a Gaspare Gasparrini che eseguì la pala con la Madonna col Bambino e i Santi Girolamo e Nicola da Tolentino e gli affreschi alle pareti laterali con l'Uccisione dei falsi profeti sulla parete destra e il Miracolo del sacrificio di Elia su quella sinistra, in cui si ravvisa la presenza di collaboratori, tra i quali è Giuseppe Bastiani. Macerata, Santa Maria delle Vergini Cappella Maggiore o dei Bifolchi

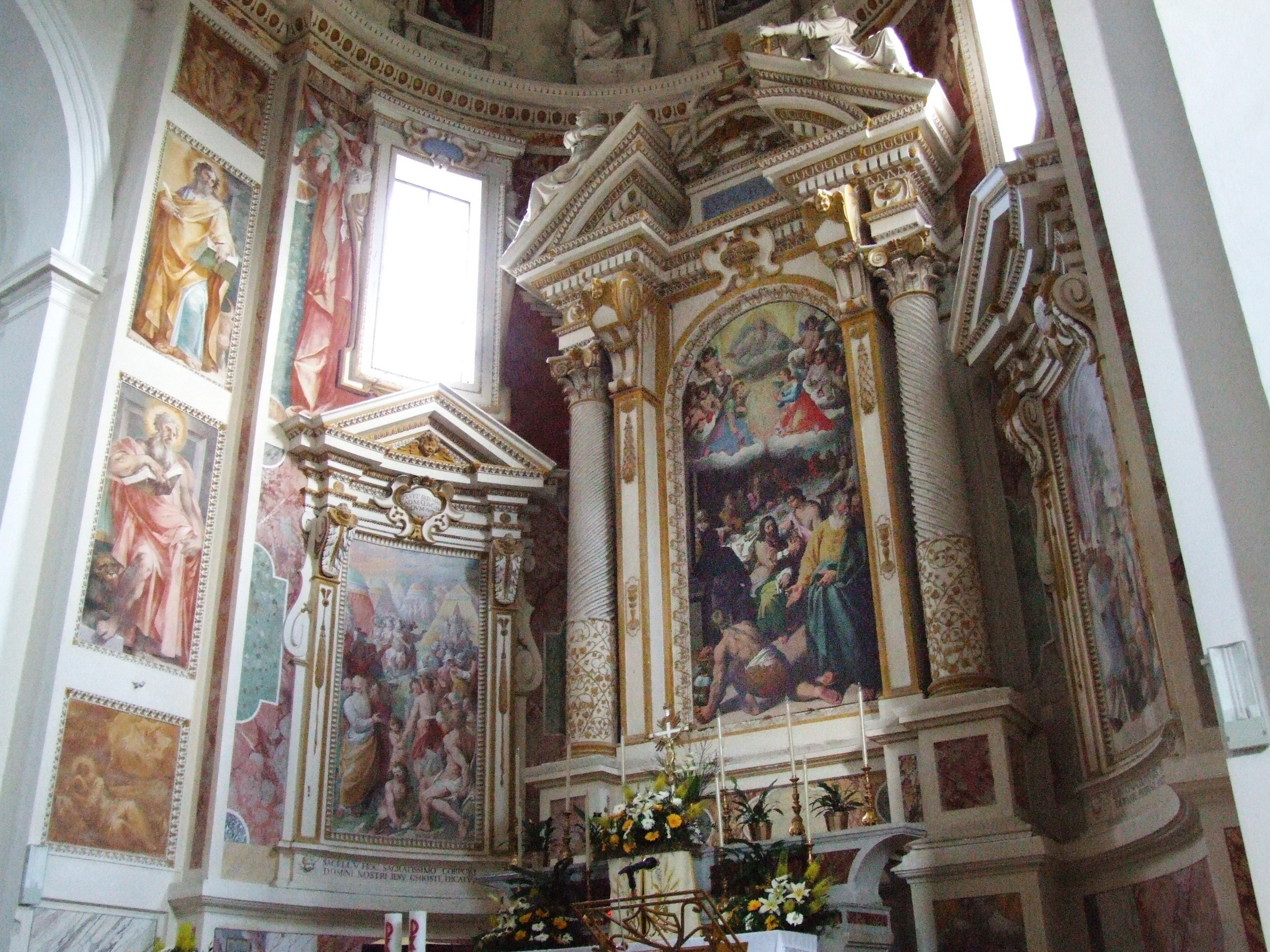
Macerata, Santa Maria delle Vergini Cappella Maggiore o dei Bifolchi

- Cappella Ciccolini, a destra della maggiore, per la quale la famiglia chiamò nel 1593 Giuseppe Bastiani che eseguì la pala d'altare con l'Estasi di San Francesco al cospetto dell'Incoronazione della Vergine, portata a termine nell'anno 1600 e gli affreschi con la Natività e la Presentazione al Tempio e, nell'intradosso, con Il Sogno di San Giuseppe e la Strage degli Innocenti.[2] La pala si presenta come uno dei migliori esempi di pittura riformata nelle Marche, per l'essenzialità compositiva parca di intenti decorativi, l'intento devozionale, l'immediatezza comunicativa, la sottile emotività.
- Cappella Maggiore o dei Bifolchi, di patronato della Compagnia omonima di agricoltori, che iniziò a decorarla nel 1589 affidandola a Gaspare Gasparrini che eseguì solo gli affreschi della calotta absidale dato che morì l'anno successivo. Nel 1592 il cantiere decorativo passò nelle mani dei fratelli Cesare e Vincenzo Conti, pittori di Arcevia che avevano fatto esperienza a Roma in molti cantieri tardo cinquecenteschi.[3] La pala d'altare con l'Ultima Cena mostra un baroccismo che si distingue per il sapiente impianto prospettico e il plasticismo delle figure, influenzato della pittura di Girolamo Muziano, e fu completato entro il 1595 come gli affreschi laterali con la Raccolta della Manna e l'Incontro di Abramo e Melchisedec.
- Cappella di Santa Teresa;
- Cappella Ferri, decorata a partire dal 1584 su progetto di Gaspare Gasparrini, che dipinse una pala d'altare perduta con la Crocifissione.[4] E' invece ancora visibile la raffinata decorazione in stucco opera di Martino Buselli Grisomei. Non sappiamo se per insoddisfazione della pala del Gasparrini, per il suo deterioramento o per altri motivi, nel 1610 la committente, vedova del Ferri, Clelia Amici, collocò nella parete sinistra della cappella una Adorazione dei Magi acquistata nella bottega di Tintoretto nel 1587. Il dipinto è oggi giudicato da alcuni un'opera estrema di Jacopo, da altri un'eccelsa opera del figlio Domenico.[5] Alla parete destra è una copia dell'Adorazione dei Pastori di Rubens.
- Cappella della Compagnia dei Vergini, la più importante per la qualità degli interventi decorativi, con ricca e vivace ornamentazione fatta di stucchi, finti marmi, dorature, realizzata a partire dal 1605 quando vi fu spostato l'affresco della Madonna della Misericordia, opera di Lorenzo de Carris detto Giuda, un'opera dei pieni anni trenta del Cinquecento, che mostra la ricezione delle novità raffaellesche romane.[6] L'edicola originaria nella quale l'affresco era stato dipinto venne poi demolita. A un momento immediatamente successivo a questa ricollocazione risale l'intervento di Andrea Boscoli, che affrescò la calotta absidale con Storie della Vergine e, al di sopra Virtù e i Profeti Isaia e Geremia (forse eseguiti in parte o del tutto dall'allievo Marcello Gobbi[7]), Putti vivaci e sensuali Sibille. Bernardino Cesari, fratello minore del Cavalier d'Arpino dipinse poco più tardi, tra 1606 e 1607 circa, due tele: l'Annunciazione nella parete sinistra, mostra differenze tra la figura dell'Angelo, realizzata da un cartone del fratello, più riuscita nella sua sinuosa eleganza, e quella dell'Annunciata, più goffa e parzialmente ridipinta. Il Riposo nella Fuga in Egitto nella cimasa sopra l'altare, di inconsueto formato orizzontale, fu forse dipinto come quadro da stanza a Roma e pare conservare un ricordo dello stesso soggetto dipinto dal Caravaggio, che frequentò in gioventù la bottega del fratello.[8] A distanza di qualche anno Giovanni Baglione eseguì la Visitazione alla parete destra, databile tra 1613 e 1618.
- Cappella Panici (1595-1598), decorata per volontà del cardinale Giangiacomo Panici, prima al servizio di Carlo Borromeo e poi di Sisto V. I fratelli suoi eredi commissionarono la tela con la Madonna col Bambino e i Santi Giovanni, Giacomo maggiore, Alberto degli Abati e due fanciulli di casa Panici, opera già attribuita a Felice Damiani ma da ascriversi a Cesare e Vincenzo Conti che la eseguirono tra 1595 e 1598 circa.[9] La tela devozionale, celebrativa dell'alto prelato con la presenza dei due santi eponimi, e della casata con i due acuti ritratti dei fanciulli di famiglia, presenta un semplice impianto compositivo imperniato su due schemi piramidali sovrapposti arricchito dalla corposa volumetria delle figure, dalla luce tersa e dai colori accesi e luminosi.
- Cappella Pancalducci, dedicata a Sant'Anna e decorata tra 1580 e 1581 a spese del fabbro Martino, da Giovan Battista e Francesco Ragazzini, pittori ravennati della cerchia di Luca Longhi, dal linguaggio ancora pienamente manierista. La pala d'altare, firmata dai fratelli, raffigura la Madonna col Bambino, Sant'Anna, San Bernardino, Sant'Antonio da Padova, Santa Margherita di Antiochia, Sant'Andrea Corsini, San Giuliano e il committente Martino Pancalducci con la moglie. Gli affreschi laterali raffigurano Santa Maria Maddalena e Santa Elisabetta d'Ungheria.[10]

## Il coccodrillo
Secondo una leggenda popolare, alla fine del Cinquecento un coccodrillo comparve lungo le rive del fiume Chienti, facendo strage di animali e catturando un bambino: il padre inseguì la bestia con un forcone e, invocato l'aiuto della Vergine Maria, riuscì a trafiggerlo. La bestia fu impagliata e appesa a un gancio su uno degli archi della navata della sinistra della chiesa, dove è visibile ancora oggi. Altre chiese con coccodrilli sono il Santuario della Beata Vergine delle Grazie a Curtatone (MN) e al Santuario della Madonna delle Lacrime a Ponte Nossa (BG).